# Pärlhalsduva
Pärlhalsduva (Spilopelia chinensis) är en ursprungligen asiatisk fågel som tillhör familjen duvor, men som etablerat frilevande populationer på olika ställen världen över.

## Utseende och läten
Pärlhalsduvan är en 30-31 cm lång duva med karakteristiskt svart halsfläck täckt av tydliga vita fläckar. Stjärten är lång och avsmalnad med utbredda vita spetsar på yttre stjärtfjädrarna. I flykten syns också ett brett grått band tvärs över större täckarna, medan resten av vingarna är svarta. Resten av ovansidan är gråbrun med ljusa spetsar. Den har ljusgrått på hjässa och örontäckare, vinbrunt på hals och undersida samt vitt till ljusgrått på strupe och undergump. Sången består av två till fyra sorgsamma och spinnande hoanden.
Populationen i Indien och Sri Lanka (se nedan) är mycket blekare fläckad ovan orsakat av beige fjäderspetsar. Vidare har den rött öga med röd ögonring istället för gul till orange öga med blågrå ögonring.

## Utbredning och systematik
Pärlhalsduvan delas in i fem underarter med följande utbredning:
- Spilopelia chinensis suratensis – Pakistan, Indien, Nepal och Bhutan
- Spilopelia chinensis ceylonensis – Sri Lanka
- Spilopelia chinensis tigrina – Bangladesh och nordöstra Indien genom Indokina till Filippinerna och Stora Sundaöarna
- Spilopelia chinensis chinensis – nordöstra Myanmar till centrala och östra Kina samt Taiwan
- Spilopelia chinensis hainana – Hainan

Pärlhalsduvan har även etablerad frilevande populationer från förrymda burfåglar i så spridda länder som Australien, Fiji, Mauritius, Mexiko, Nya Kaledonien, Nya Zeeland, Papua Nya Guinea och USA. Tillfälligt har den påträffats i Afghanistan.
Underarten ceylonensis inkluderas ofta i suratensis, liksom hainana i nominatformen. Sedan 2014 urskiljer Birdlife International och naturvårdsunionen IUCN underarterna suratensis och ceylonensis som den egna arten "västlig pärlhalsduva" (S. suratensis). 

### Släktestillhörighet
Arten placerades tidigare i Streptopelia. DNA-studier visar dock att pärlhalsduvan och palmduvan står närmast Nesoenas och faktiskt närmare Columba än övriga arter i Streptopelia.

## Levnadssätt
Pärlhalsduvan hittas i öppna områden, öppen skog, buskmarker, odlingsbygd samt i parker och trädgårdar, generellt i fuktigare områden än palmduvan. Där födosöker den på marken efter frön, säd och små frukter som Ficus platypoda. I många områden kan den häcka året runt i ett slarvigt byggt bo placerat i ett träd, en buske eller i bambu.

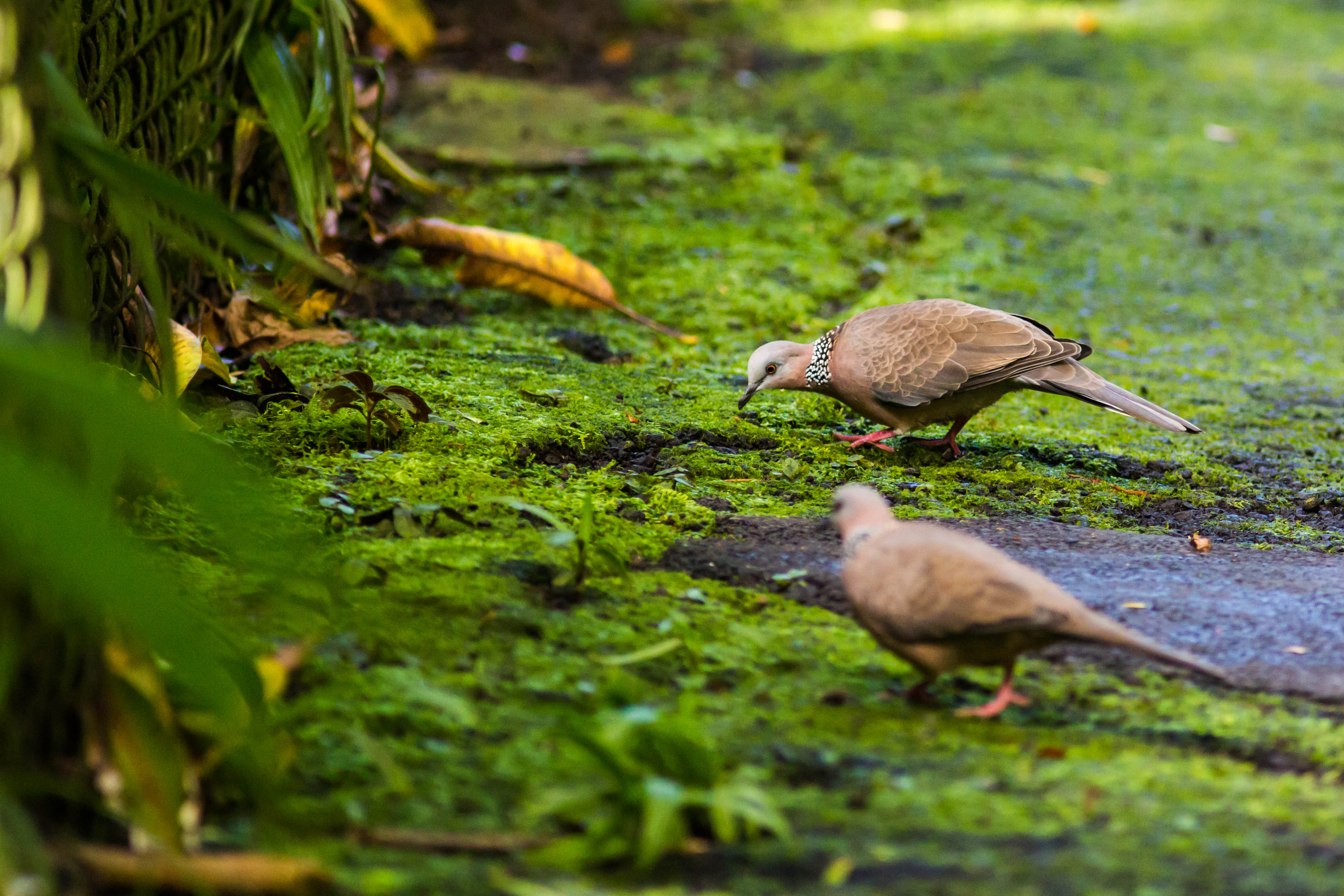

## Status och hot
Internationella naturvårdsunionen IUCN bedömer hotstatus för suratensis och övriga underarter var för sig. Båda anses livskraftiga och tros öka i antal.